# 秋山佑介
秋山佑介（あきやま ゆうすけ、1988年2月8日 - ）は、日本の実業家。株式会社レティナス代表取締役社長、株式会社エルサジュエリーアーツ取締役副社長を務める。

## メディア出演

### テレビ番組
- 「それってどんなヒト?」捜査バラエティ Gメン99（2014年4月29日、TBS）